# Fronteira Níger–Nigéria
A fronteira entre Níger e Nigéria é a linha que limita os territórios do Níger e da Nigéria. De oeste para leste, começa na tríplice fronteira de ambos os países com o Benim, junto ao rio Níger, seguindo uma linha irregular até terminar cerca de 100 km a nordeste do lago Chade.
A expansão dos impérios francês e britânico no período 1890-1905 iria demarcar a linha que se tornaria a moderna fronteira Níger-Nigéria. Durante a época colonial, os franceses e britânicos promoveram o uso das respectivas línguas de cada lado da fronteira, bem como tradições culturais, educativas e políticas. Os interesses rivais de ambos significaram que durante o período colonial as relações entre ambas as zonas fossem desencorajadas.
Hoje trata-se de uma fronteira muito fácil de cruzar por via ilegal, e pela qual circulam mercadorias e se faz tráfico de seres humanos.